# Algarrobo
Algarrobo és un municipi d'Andalusia, a la província de Màlaga. Limita al nord amb el municipi d'Arenas i Sayalonga, a l'est i oest amb Vélez-Màlaga i al sud amb el Mar Mediterrani. En l'any 2006 tenia 5.668 habitants. La seva extensió superficial és de 86 km² i té una densitat de 65,90 hab/km². Les seves coordenades geogràfiques són 36° 46′ N, 4° 2′ O.
Està situada a una altitud de 86 metres i a 39 quilòmetres de la capital de província, Màlaga. El nucli principal de població és Algarrobo, poble d'arquitectura àrab situat a 3,5 quilòmetres de la costa. Altres poblacions del municipi són Algarrobo Costa, Mezquitilla i Trayamar.

## Història
Els seus orígens es remunten amb tota probabilitat al Paleolític, si bé el primer poblat prehistòric documentat és de l'edat del coure. Les necròpolis fenícies de Trayamar i les restes oposades en el Morro de Mezquitilla han estat catalogats pels professors alemanys Schubart i Niemeyer com unes de les restes fenícies més importants de les existents a Occident. L'entrada dels àrabs en la península Ibèrica suposa un ressorgiment quan els amazics procedents d'Alger funden el poble d'Algarrobo més a l'interior i hi introduïxen cultius com la pansa o l'ametlla i petites indústries de confecció de seda. En 1487, al prendre les tropes cristianes la ciutat de Vélez-Málaga i la fortalesa de Bentomiz, Algarrobo passa a la Corona de Castella.

## Monuments
- Església de Santa Ana, Segle XVI.
- Ermita de Sant Sebastià, datava del segle xvii o XVIII. En 1976 va haver de ser reconstruïda a imatge de l'anterior, pel perill d'ensulsiada que presentava.

## Festes
- Patró, Sant Sebastià: el 20 de gener.
- Fira: primer cap de setmana d'agost (divendres, dissabte i diumenge).